# Dartford F.C.
Dartford F.C. er en engelsk fodboldklub fra Dartford i Kent, England, der spiller i National League South.
Klubben spiller hjemmekampe på Princes Park.
| Fodbold | Spire Denne artikel om en fodboldklub er en spire som bør udbygges. Du er velkommen til at hjælpe Wikipedia ved at udvide den. |